# دوبریخوویتسه
دوبریخوویتسه (به چکی: Dobřichovice) یک منطقهٔ مسکونی و شهرستان دارای شهرک سابقاً روستا در جمهوری چک است که در ناحیه پراگ-غرب واقع شده‌است. دوبریخوویتسه ۳٬۳۷۴ نفر جمعیت دارد.